# カイの冒険
『カイの冒険』（カイのぼうけん、THE QUEST OF KI）は、ゲームスタジオが開発し1988年7月22日にナムコ (現・バンダイナムコエンターテインメント) から発売されたファミリーコンピュータ用横スクロールアクションゲーム。「ナムコット ファミリーコンピュータゲームシリーズ」第41弾。『ドルアーガの塔』（1984年）、『イシターの復活』（1986年）に続く「バビロニアン・キャッスル・サーガ」シリーズの3作目で、『ドルアーガの塔』の前日譚に当たる。
他機種移植版は1988年に任天堂VS.システム対応のアーケード版が稼働開始。携帯電話アプリゲームとして2008年にiアプリ版が、2009年にS!アプリ版が配信されたほか、2020年にNintendo Switch用ソフト『ナムコットコレクション』の追加DLCとしてファミリーコンピュータ版が配信。また、2024年にアーケードアーカイブスの1作品としてアーケード版がPlayStation 4とNintendo Switchで配信された。

## 概要
勇気を身軽さに変えるティアラを装備した主人公のカイを操作し、ドルアーガの塔を上っていくジャンプアクションゲーム。攻撃手段は一切なく、敵や敵の攻撃をよけて進む。各フロアに置いてあるさまざまなアイテムを取得することでゲームを有利に進められる。敵やトラップに触れるとミスとなるが、敵に当たった場合は次回、その敵がいない状態でゲームが再開される（一部を除く）。ゲームオーバーになったフロアから何度でもコンティニュー可能。フロア60まで到達するとエンディングとなり、物語とは無関係なスペシャルステージのフロア61がスタート。フロア100まで全40フロア（アーケード版ではフロア120まで全60フロア）クリアするとスタッフからの謝辞が贈られ、ゲームが終了する。
本作のゲームシステムはアタリが開発したアーケードゲーム『メジャーハボック』（1983年）のサイドビューアクションステージにおけるシステムをほぼそのまま流用した作品である。本作の開発コードは「Minor Havoc」であり、慣性の伴うジャンプアクション、天井に頭をぶつけてしゃがむなどのギミックもここから取り入れられている。また、クレジット内のスペシャルサンクスにはアタリ メイジャーハボック かいはつチームと記されている。
過去作品のストーリーでは「（ギルガメスの家系が治める）王国」「（王国を侵略した）帝国」としか表記されていなかった2国は、本作で初めて「バビリム」「スーマール」と国名が公表された。他にも地名や人名など、本作で多くの固有名詞が明らかになった。

## ゲーム内容

### システム
- ジャンプボタンを押し続けている間、壁や天井にぶつからない限りカイは上昇し続ける（ジャンプできる高さに上限がない）。ジャンプボタンを離すと下へ落下する。空中でも左右の操作、加速は可能。ただし壁や天井にぶつかって落ちてくる間は操作不可能。ボタンを押す長さで、高さのコントロールをしなければならないため、繊細な操作が必要となる。
- 加速中にAボタンを押すと、加速ジャンプする。
- 左右に進んでいるときに十字キーから指を離してもすぐには止まらず、それまで進んでいた方向に進みながら徐々に減速していく。逆方向のボタンを押すとブレーキがかかり急停止する。
- カイがジャンプ中に天井で頭を打つもしく加速中に壁へ激突すると、空中なら強制落下の後、また地上ならその場で頭を抱えて一定時間しゃがみこむ。しゃがんでいる間はカイの高さが低くなるため、その間に敵が頭上を通ればその敵を回避できる。これをタイミングを見計らってわざとやらないと通り抜けられない場所もある。起き上がるタイミングをボタン連打で調整でき、Aボタン連打で早く、Bボタン連打で遅くなるが、この仕様は説明書には記載されていない。
- 敵と接触してミスをすると、その接触した敵が消えた状態で再スタートとなる。これを利用して、邪魔な敵に故意に体当たりし、1ミスと引き換えにその敵を消滅させてプレイすることも可能である。ただし、体当たりで消えない敵もいる。
- スペシャルステージの特定のフロアに限り、左右いずれかの方向へ風が吹いており、カイが空中にいると風下へ流す力が働く。
- ゲームオーバー時のコンティニューは何度でも可能で、ゲームオーバーとなったフロアからスタートできる。ただしコンティニュースタート時はスコアは0に戻り、体当たりで消滅させた敵も復活する。
- プレイ中にリセットした場合、リセット直前にいたフロアからコンティニュースタートが可能である。ワープアイテムの取得やZAPを受けた場合、移動先のフロアの情報画面（残りのカイ等の情報）が出るまでにリセットボタンを押してコンティニューすれば、移動元のフロアから再開する。

### 宝箱
宝箱の効果はそのフロア限りであり、クリア前にミスするとその効果も消える。
ウイング
取るとBGMが専用のものに変わり、ジャンプ後の落下中に再びジャンプできるようになる。小刻みにジャンプを繰り返すことで空中浮遊も可能。
バリア
敵や呪文・炎から1回だけ身を守る（バリアの効果がかかっているときに敵に触れた場合、その敵が消える）。ただし、体当たりで消すことができない敵（ウィルオーウィスプ等）やトラップの床・天井には無効。
スペシャル・フラッグ
Sと表示された旗。カイの残り人数が1人増える。
ラッキー・フラッグ
Lと表示された旗。その時点の残り時間に100をかけた点数が加算される。
ギフト
リボンマークの箱のパネル。10,000ptsのボーナス得点が加算される。ちなみに箱のドット絵はアーケードゲーム、トイポップのボックスのリボンの部分と同じ。
タイマー
残り時間を増やす。
タイム・ストップ
懐中時計が書かれたパネル敵や呪文の動きを一定時間止める。
ポイズン
三角フラスコマークのパネル。タイマーの減り方が大幅に速くなるマイナスアイテム。
ワープ
渦巻状の矢印が書かれたパネル。クオックスが現れ、カイを上のフロアにワープさせてくれる。
スペシャルステージでは全てZAPの罠となり下のフロアに落とされる(61階のみ警告だけで落とされない)。どの階に落ちるかは取得したフロアごとに決められているが、いずれも60階より下のフロアに落とされるようになっている。
いずれの場合も次のフロアの情報画面が表示されてから次のステージに切り替わる前にリセットボタンを押してコンテニューすることで回避が可能で、取得したフロアからの再開となる。
スリープ
寝顔のマークのパネル。スライムなど、特定の敵の動きを止める。ミスするかそのフロアをクリアするまでずっと有効。
サイレンス
四分休符のマークのパネル。取得したフロアにいるすべての敵の呪文や炎が出なくなる。効果時間は無制限で、フロアクリアするかミスするまで有効。
オーブ
進路をふさぐ障害物敵オーグルを消す。
十字架
進路を防ぐ障害物敵バンパイヤを消す。
リング
ウィスプと接触してもミスにならなくなる。
キャンドル
初期状態では見えないアーチゴーストが見えるようになる。

### 備考
- 『ドルアーガの塔』の前日譚である関係上、本作のエンディングはカイがドルアーガに捕まる結末となり、バッドエンドを正史として幕を閉じることになる。フロア60クリア後のエンディングに流れるBGMは、『ドルアーガの塔』フロア59のBGM(対ドルアーガ戦)のアレンジ版であり、『ドルアーガの塔』本編のエンディング曲はスペシャルステージ全クリア後のスタッフメッセージで流れる。
- 本作のフロア60の構造は『ドルアーガの塔』のフロア60の構造を、フロア100の構造は『イシターの復活』のルーム1「TOP OF THE TOWER」を、それぞれ模している。
- 敵や敵の攻撃に当たってミスした際、カイは仰向けに倒れる。一方、時間切れでミスした際、カイはうつ伏せに倒れる。

## ストーリー
ユーフレイト河のほとりに位置する小王国バビリム。この国の人々は信心深く神を敬い、王は愛と戦いの女神イシターに仕える巫女をたてて、政治に神のお告げを反映させていた。信心深い王国のために、空の神アヌは、天上界に「ブルー・クリスタル・ロッド」を置いて、その輝きが王国の隅々にまでいきわたるようにした。もともと女神イシターの持ち物であるブルー・クリスタル・ロッドの輝きは、人々に愛と平和をもたらしていた。しかし、この噂を聞いたスーマール帝国は、繁栄と平和の象徴であるブルークリスタルロッドを手中に収めんとして突然王国に攻め入り、バビリム王国は滅ぼされてしまった。
帝国は王国の男たちを奴隷にして天高くそびえる塔の建設を始めた。帝国の所業に怒った神々の王アヌ神の放った雷により塔は破壊されたものの、バビリム王子ギル（ギルガメス）は塔の崩壊に巻き込まれ重傷を負ってしまう。その上、塔の影でロッドの光が遮られたことにより、ブルークリスタルロッドに封じられていた悪魔ドルアーガが復活を果たしてしまう。ドルアーガは壊れた塔を魔力で修復して天界からロッドを奪い、ロッドに封じられた帝国兵士の魂を復活させて配下とし、塔に立て籠った。不安と恐怖のあまり神への信心を忘れた人々の心は千々に乱れ、疑心に駆られてお互いに争い続けた。そんな人間の愚かさに失望したアヌ神に見捨てられた地上は悪魔のなすがままにされていた。
王国に仕える女神イシターの巫女カイは苦境の中にあっても信心を決して失うことなく、許嫁であるギルを献身的に介護しながら神々へ祈りを捧げ続けていた。バビリム王国の守護神である女神イシターは、神に見放されても片時も祈りを忘れることのないカイの姿に心打たれ、勇気を身軽さに変える魔法のティアラを授けると共に、奪われたブルークリスタルロッドの奪還を命じる。
こうして、カイは魔のうごめくドルアーガの塔へと、単身、乗り込んでいくのだった。

## 登場キャラクター

### 味方キャラクター
カイ
本作の主人公。王国に仕えるイシターの巫女。勇気を身軽さに変える魔法のティアラをかぶり、さまざまなモンスターの攻撃をかわしつつ、塔の最上階を目指す。
イシター
前作『ドルアーガの塔』にも登場した愛と戦いの女神。本作では一部のフロアにおいてスタート時に現れ、そのフロアを攻略するためのヒントや、そのフロアで新たに登場する一部の敵やトラップに関する情報などをくれる。
スペシャルステージでも一部のフロアで出現するが、攻略に一切関係のない雑談しかしなくなる。
クオックス
ブルークリスタルロッドの精霊であるドラゴン。本作ではドルアーガに操られる前の状態でありカイの味方として登場する。ワープのアイテムを取ると出現し、秘密の通路によりカイをワープさせてくれる。
ライオンの置物
イシターの使いとされるライオンの石像。特定のフロアに存在し、触るとバリアがかかる。何度でも利用可能。

### 敵キャラクター
スライム
ゼリー状のモンスター。いずれも基本的に定位置にとどまり、ときどき左右に飛び跳ねる。4色あり色によって能力が異なり、呪文を飛ばすものもある。
グリーンスライム - 黄緑の個体。呪文は飛ばさず動きは鈍い。
ブラックスライム - 黒の個体。呪文は飛ばさないがグリーンスライムに比べ活発に飛び跳ねる。
レッドスライム - 赤の個体。活発に飛び跳ねながら、ときどき真上に呪文を飛ばす。
ブルースライム - 青の個体。活発に飛び跳ねながら、左か右の真横に呪文を飛ばす。
バット
黒いコウモリ。天井の特定の箇所に止まっているが、一定時間ごとにその周囲を狭い範囲で飛び回る。
バンパイヤ
『イシターの復活』では下級の敵であったが、本作では一定箇所に停止し、通り道をふさいでいる。攻撃してくることはないが、体当たりやバリアで消すことはできない。十字架を取ると消すことができる。
メイジ/アーチ・メイジ
魔法使いの姿をしている。一定箇所にとどまり、一定時間おきにカイのいるほうに向かって呪文を発射する。
メイジ - 青色の個体で、呪文を発射する直前に姿を現し、発射し終わると姿を消し、しばらくするとまた同じ場所に出現して呪文を発射することを繰り返す。姿が消えているときに出現位置を通ってもミスにはならない。
アーチ・メイジ - 茶色の個体で、姿を消すことはない。
ゴースト/アーチゴースト
カンテラを携えたマジシャンの幽霊。空中を左右に往復する。直線状に動くものと波状に動くものがいる。いずれも一定時間おきに前方に呪文を飛ばす。
ゴースト - 青色の個体で、常に姿が見えている。
アーチゴースト - 初期段階では姿が見えず飛んでくる呪文のみ見える。メイジと異なり見えない状態で触れてもミスとなるが、『ドルアーガの塔』に倣い、キャンドルを取ると茶色の姿で見えるようになる。
ウィルオーウィスプ
丸い火の玉のような形で、空中を縦や横に高速で移動する。体当たりで消すことはできず、バリアも効かない。リングを取ることにより、触れてもミスにならなくなる。
ローパー
大量の触手を持つ敵。身体は大きいが、その場から動かない。
ランドアーチン
床を高速で往復する陸棲のウニ。『イシターの復活』では攻撃魔法の大半が効かない難敵であったが、本作では特別な要素はなく、ごく普通の敵キャラクターである。
ウーズ
緑色の不定形生物。『イシターの復活』では床を這っていたが、本作では一定周期で天井から水滴のように落下して消滅、天井から再出現する。
ファンガス
イソギンチャクのような姿の敵。身体は小さく、その場から動かない。
レイブン
空中を左右に往復するカラス。直線状に飛行するものと、波状飛行するものがいる。
ジャイアント・トード
巨大な蛙。特定の場所にとどまり、一定時間ごとに真上にジャンプを繰り返す。
アウル/イーグル
鳥の姿をした敵。柱の上で静止しており攻撃も移動もしない。
アウル - フクロウの姿をしている。
イーグル - 鷲の姿をしており、アウルよりも背が高い。
サラマンダー
青色の小型の竜。一定箇所にとどまり、一定時間ごとにカイのいる方向に炎を吐く。
ジャイアント・リーチ
天井の特定の箇所に潜むモンスター。カイが近づくと下方に飛び出す。出現場所の天井は他の天井と少し違った形をしているので視認可能。
ビホルダー/アーチビホルダー
単眼を持ち空中を左右に往復する小型のモンスター。
ビホルダー - 青色の個体で、空中を左右に往復する。
アーチビホルダー - 茶色の個体で、通常は空中を左右に往復しているが、カイのジャンプ中（＝ジャンプボタン入力中）はその場に停止し、ボタンを離すと方向転換する。
ドラゴンフライ
トンボのような敵。空中を左右に往復しながら、火の玉も飛ばしてくる。
ミミック
宝箱に擬態した敵。時おり左右に動く。
マッドエレメント
床の特定の箇所に潜み、カイが近づくと床から上方に飛び出す。ジャイアントリーチと違い、出現する床を視認できず、出現位置を覚えておかないと対応できない。
ピアザー
カイが近づくと落ちる、ツララのようなモンスター。床に落ちたピアザーは動くことはないが、床に落ちていても触れるとミスになる。
スラグ/シェルスラグ
床をゆっくりと往復する白い軟体生物。
スラグ - 体格が小さい。
シェルスラグ - 背の高い巻き貝を背負っている。
フラッパー
スラグより一回り大きい軟体生物。
アックスビーク/クウェイル
鳥の姿をした敵で、高速で床を往復する。
アックスビーク - ダチョウに似た大型のモンスター。
クウェイル - ウズラに似た小型のモンスター。
オーグル
三ツ又の槍を持つ単眼の巨人。バンパイヤと役割は同じ。オーブを取ると消すことができる。
ロックマン
岩のような姿を持つ小型の敵。床の上を往復する。体が大きく、歩きながら一定時間ごとに上にジャンプするもの、体が小さく、周期的に前進と停止を繰り返すもの、体が小さく、ゆっくり歩きながら周期的に垂直ジャンプするものがいる。
ダストモンスター
尾の長いモンスター。床の上を往復するが、動きは鈍い。
バジリスク
一定間隔で目を見開き、見る者を石化させる強力な石化光線を放つ。石化光線を発射しているときは画面が白く光り、このときにバジリスクのいる側へ方向入力すると石化しミスになる。体当たりで消すことはできない。
ファイアーポット
壁や柱にへばりつき、周期的に同一方向に火を吐いてくる。本体には触れてもミスにはならないが、体当たり・バリアで消すことも不可能。青色・オレンジ色の2種類があり、青色のほうが火を吐く間隔が短い。

#### スペシャルステージ限定の敵
ニャームコ
『マッピー』より登場する猫。床の一ヶ所でジャンプを繰り返す。
マシュリン
『リブルラブル』より登場するキノコ。床を左右に往復する。
アオスケ
『パックマン』より登場する青いモンスター。空中を上下または左右に往復する。
プーカァ
『ディグダグ』より登場する赤い敵。床を左右に往復する。
機雷/小惑星
『ボスコニアン』より登場。いずれも空中の特定の箇所に静止している障害物。
砲台
『ボスコニアン』より登場。一定の周期でミサイルを撃ってくるが、砲台自体を体当たりで消すことはできない。
オガワムシ
『ギャラガ』より登場する虫型の敵。空中を円形の軌道で飛び続ける。
がんこ職人
かつてナムコから販売されていたエモーショナル・トイの一種。フロア80のみに現れる。その場から動かず、字幕での台詞を繰り返し喋り続ける。体当たりで消すことはできない。
アキンドクラゲ
『ドラゴンクエスト』シリーズのホイミスライムに酷似した敵。フロア68のみに現れ、空中から的確にカイのいる方へ向かってくるが、体当たりで消すことはできない。
ブラックドラゴン/シルバードラゴン
クオックスから分身として現れた悪のドラゴン。スペシャルステージのワープを取ると、いずれかがデモ画面に現れ、攻略中のフロアより下の階からやり直しさせられる。フロア61は警告だけですむが、それ以降は高いフロアになるほど低いフロアに落とされる。どの階に落とされるかはZAPしたフロアごとに予め決められている。

## 移植版
| No. | タイトル       | 発売日        | 対応機種                      | 開発元                  | 発売元     | メディア                                | 備考                                                                 |
| --- | -------------- | ------------- | ----------------------------- | ----------------------- | ---------- | --------------------------------------- | -------------------------------------------------------------------- |
| 1   | VS. カイの冒険 | 1988年        | アーケード                    | ゲームスタジオ          | ナムコ     | 業務用基板                              | 任天堂VS.システム対応                                                |
| 2   | カイの冒険     | 2008年3月1日  | FOMA900iシリーズ （iアプリ）  | バンナム                | バンナム   | ダウンロード （ナムコ・ゲームス）       | -                                                                    |
| 3   | カイの冒険     | 2009年3月31日 | Yahoo!ケータイ （S!アプリ）   | バンナム                | バンナム   | ダウンロード （ナムコ・ゲームス）       | -                                                                    |
| 4   | カイの冒険     | 2020年8月20日 | Nintendo Switch               | B.B.スタジオ M2         | バンナム   | ダウンロード                            | ファミコン版の移植。 『ナムコットコレクション』のDLCとしてのリリース |
| 5   | VS. カイの冒険 | 2024年11月7日 | PlayStation 4 Nintendo Switch | ハムスター （移植担当） | ハムスター | ダウンロード （アーケードアーカイブス） | アーケード版の移植                                                   |

アーケード版
任天堂VS.システム用ゲーム。内容は基本的にファミコン版と同じだが、スペシャルステージは最初から選択可能でVS.システム版オリジナル20面追加（フロア61 - 120）、面セレクトはフロア61 - 119まで選ぶ事が出来、全120面構成となっている。
スペシャルステージにおけるワープアイテム取得時の移動先が一部変更されている。
携帯アプリ版
iモードおよびYahoo!ケータイ向けサービス「ナムコ・ゲームス」にて、iアプリ版とS!アプリ版が配信されている。基本的な内容はファミコン版と同一だが、グラフィックやシステムが大きく変更された。
- グラフィックを全面的に刷新した「アレンジ」に切り替え可能。カイはモーションも増えた。
- Bボタンによる加速がなくなり、かわりに移動速度の最高速が上がった。
- ボタン入力により、任意にしゃがめるようになった。
- 画面内にフロアマップやカイの残り人数などを常時表示。
- ゲームスピードを3段階で調節可能。
- クリアしたフロアのプレイを再現する「リプレイシアター」を追加。リプレイはパスワードで共有できる。
- エキストラステージを追加（フロア101 - 200）。フロア1 - 100のクリア状況に関係なく、フロア101から遊べる。

アーケードアーカイブス版（PlayStation 4 / Nintendo Switch）
上記VS.システム版の移植。「こだわり設定」ではキャラクターが重なった時の見え方を原作と同じにする「原作と同じキャラクター描画」、本体筐体の画面外で部分を表示する「画面外描画の表示」、スコア・フロア数・風向きをゲーム内に表示する「スコアとフロア数の表示」といった設定が可能。「原作と同じキャラクター描画」と「スコアとフロア数の表示」はハイスコアモードとキャラバンモードにも反映される。なお、「画面外描画の表示」は画面上部にちらつきが発生する場合がある。その他、ボタンを割り当てる事でフロアのマップや宝箱の中身といった情報をゲーム中に閲覧する事が可能。ハイスコアモード及びキャラバンモードは「ノーマル」と「スペシャル」の2部門で集計され、またキャラバンモードは獲得スコアと到達フロアが登録されるが(ランキングは到達フロアが優先)、クリアするとクリアまでのタイムがランキングに登録される。

## スタッフ
- 原作、ゲーム・デザイン、キャラクター形成：EVEZOO END（遠藤雅伸）
- ゲーム・プログラム：トーマス あきんど ナイト（内藤智）
- オリジナル・キャラクター・デザイン：YOU SHINO（篠崎雄一郎）
- 音楽：小沢純子、ひこのたける、大野木宜幸
- 効果音、サウンド・プログラム：大野木宜幸、サイトロン・アンド・アート
- タイトル・デザイン、パッケージ・イラスト：チャーミーそのえ（ときた洸一）
- デザイナー・マネージメント：アントニオ くにちゃん
- プロダクション・マネージメント：もろぼしはずれ
- テスト・プレイ：ヤージ・マハール（やじまはるひさ）、むらかみえいこ
- プロデュース：ナムコット
- ディレクト：遠藤雅伸

## 評価
ゲーム誌『ファミコン通信』の「クロスレビュー」では合計25点（満40点）、『ファミリーコンピュータMagazine』の読者投票による「ゲーム通信簿」での評価は以下の通り18.75点（満30点）となっている。同誌1991年5月10日号特別付録の「ファミコンロムカセット オールカタログ」では、「なんとなく一風変わったアクションゲームだ」と紹介されている。
| 項目 | キャラクタ | 音楽 | 操作性 | 熱中度 | お買得度 | オリジナリティ | 総合  |
| 得点 | 3.52       | 3.10 | 2.85   | 2.97   | 3.17     | 3.14           | 18.75 |